# Мансберги

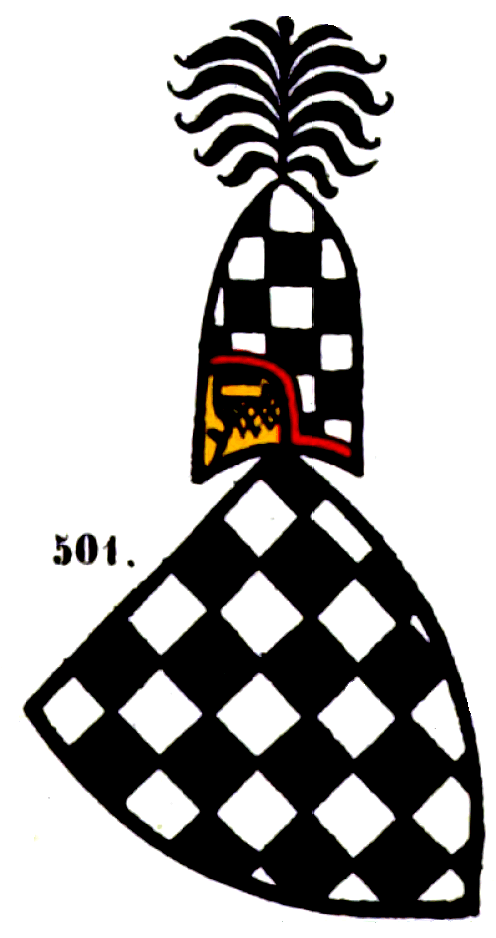
Герб Мансбергов из Цюрихского гербовника (ок. 1340)

Сеньоры Мансберг (нем. Herren von Mansberg)— швабская дворянская семья, министериалы герцогов Текских. Резиденцией был замок Мансберг недалеко от Деттинген-унтер-Текка. Не следует путать с фон Мансбергами из герцогства Брауншвейг-Люнебург.

## История
Мансберги упоминаются в районе Деттинген-унтер-Тека в качестве министериалов герцогов Текских с 1282 г., что может указывать на более старый возраст этого рода. Фигурируют в документах монастыря Эльхинген недалеко от Ульма.
В 1383 году герцог Фридрих фон Тек продал город Деттинген-унтер-Тек Мансбергерам, ставший их аллодом.
Союзы между герцогами Текскими, Габсбургами и графами Гогенбергами неоднократно приводили к конфликтам с графами Вюртемберга из-за Мансбергов, как вассалов герцогов Текских. После городской войны 1388 года Мансберги перешли под власть Вюртемберга.
Мансберги также были арендаторами Верштайна в Фишингене недалеко от Зульц-ам-Неккара, которые был заложен Буркарду фон Манспергу в 1400 году. Вскоре после этого приобретение было преобразован в феодальное владение, но в 1419 году вернулся к лордам Вейтингена.
В 1415 году Мансберги продали свои суверенные права (vogtei) на Деттинген-унтер-Тек Вюртембергу. До 1425 г. имели владения в Бемпфлингене.
Последнее упоминание рода в документах приходится на 1536 г.

## Герб
На гербе лордов Мансберга был черно-белый щит.